# C11orf71
C11orf71 (англ. Chromosome 11 open reading frame 71) – білок, який кодується однойменним геном, розташованим у людей на 11-й хромосомі. Довжина поліпептидного ланцюга білка становить 123 амінокислот, а молекулярна маса — 13 249.
| 10         |  | 20         |  | 30         |  | 40         |  | 50         |
| ---------- |  | ---------- |  | ---------- |  | ---------- |  | ---------- |
| MALNNVSLSS |  | GDQRSRVAYR |  | SSHGDLRPRA |  | SALAMVSGDG |  | FLVSRPEAIH |
| LGPRQAVRPS |  | VRAESRRVDG |  | GGRSPREPDG |  | RGRSRQARFS |  | PYPIPAVEPD |
| LLRSVLQQRL |  | IALGGVIAAR |  | ISV        |  |            |  |            |

A: Аланін

D: Аспарагінова кислота

E: Глутамінова кислота

F: Фенілаланін

G: Гліцин

H: Гістидин

I: Ізолейцин

L: Лейцин

M: Метіонін

N: Аспарагін

P: Пролін

Q: Глутамін

R: Аргінін

S: Серин

V: Валін

Задіяний у такому біологічному процесі, як альтернативний сплайсинг. 